# دروغ (فیلم ۲۰۱۷)
دروغ: دشمن باهوش را دوست دارم (به انگلیسی: LIE: Love Intelligence Enmity) فیلمی هندی محصول سال ۲۰۱۷ و به کارگردانی هانو راغوپودی است. در این فیلم بازیگرانی همچون نیتین، آرجون سارجا، مگها آکاش، راوی کیشان و نثار ایفای نقش کرده‌اند.